# پلوودیف
پلوودیف (بلغاری: Пловдив, pronounced&nbsp;[ˈpɫovdif]) دومین شهر بزرگ بلغارستان است و ۳۸۱۷۳۸ نفر جمعیت دارد. پیشینه این شهر به ۶۰۰۰ سال بازمی‌گردد. این شهر مرکز استان پلوودیف در جنوب بلغارستان است. پلوودیف در کرانه‌های رود ماریتسا و در منطقه باستانی تراکیه واقع است. این شهر یک قطب فرهنگی و گردشگری مهم در بلغارستان است و در سال ۲۰۱۹ پایتخت فرهنگی اروپا بوده است.

## نگارخانه

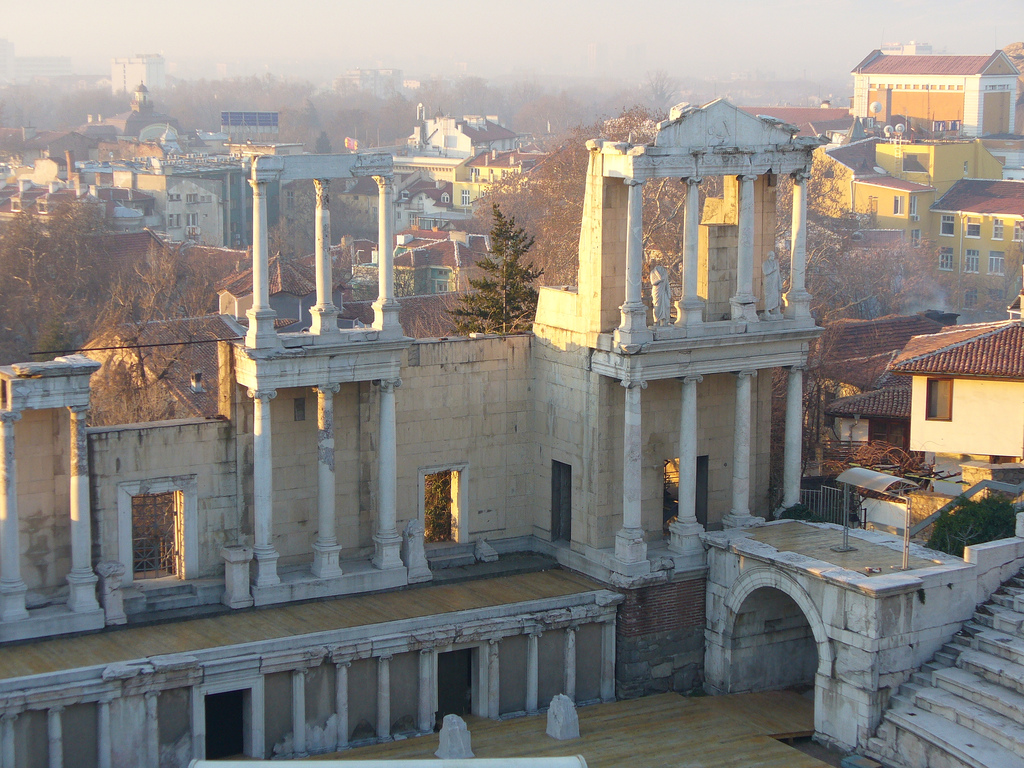
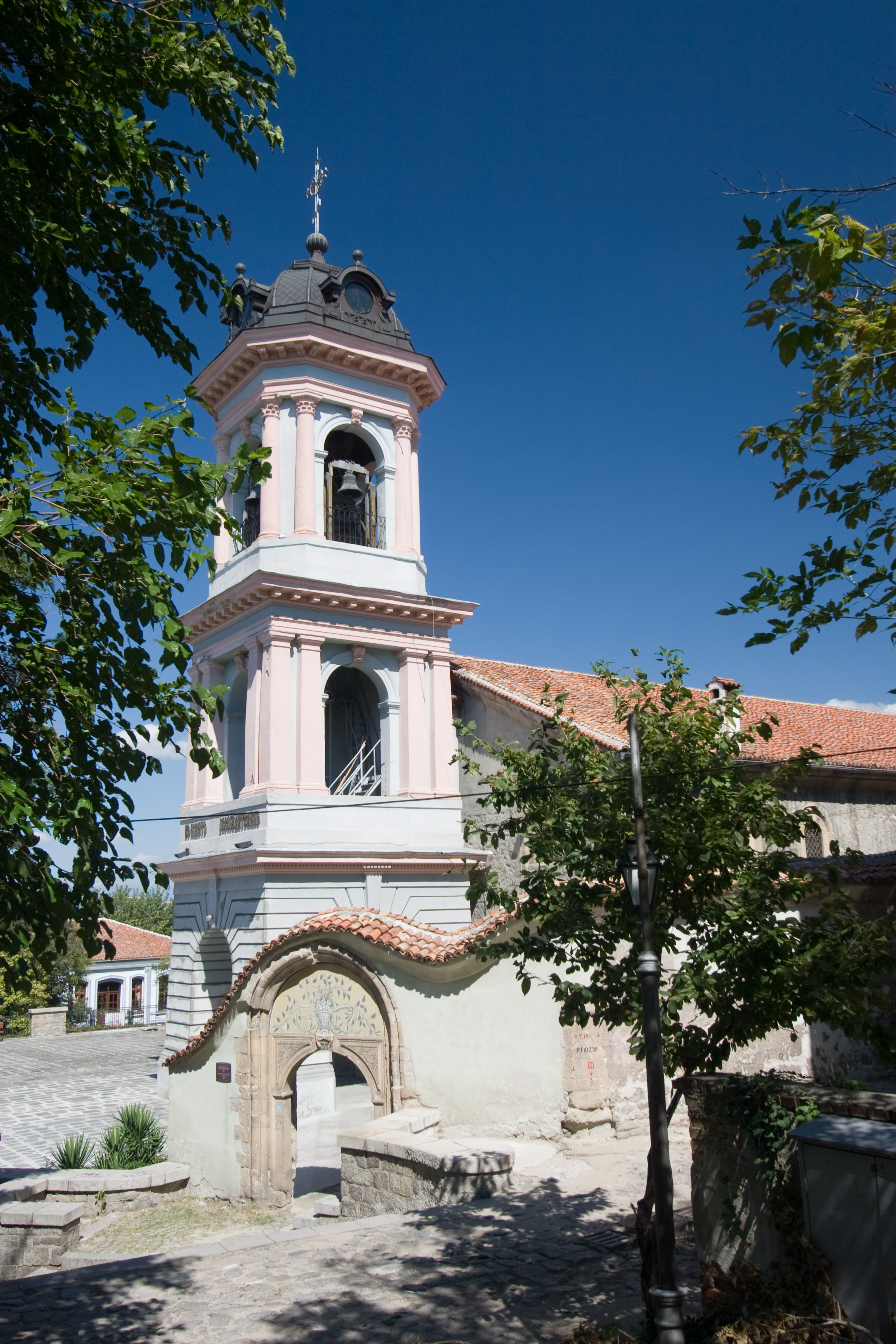
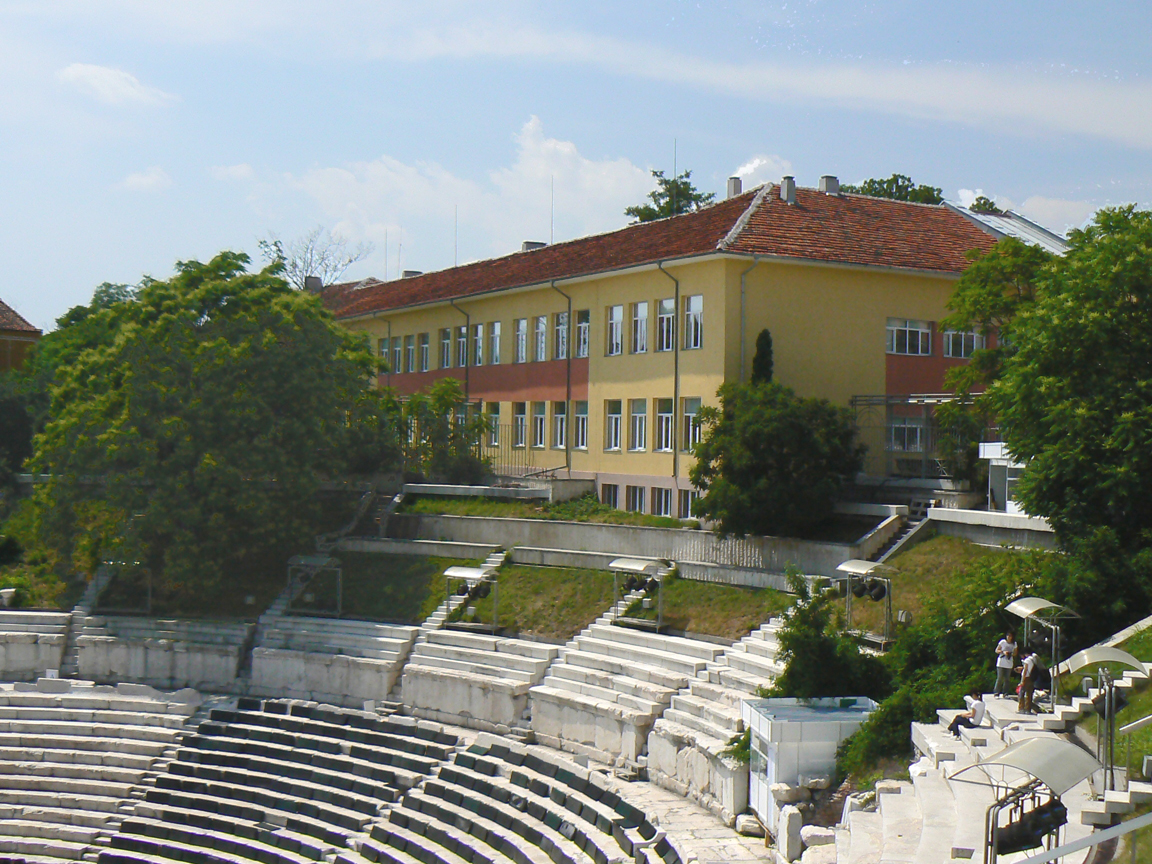
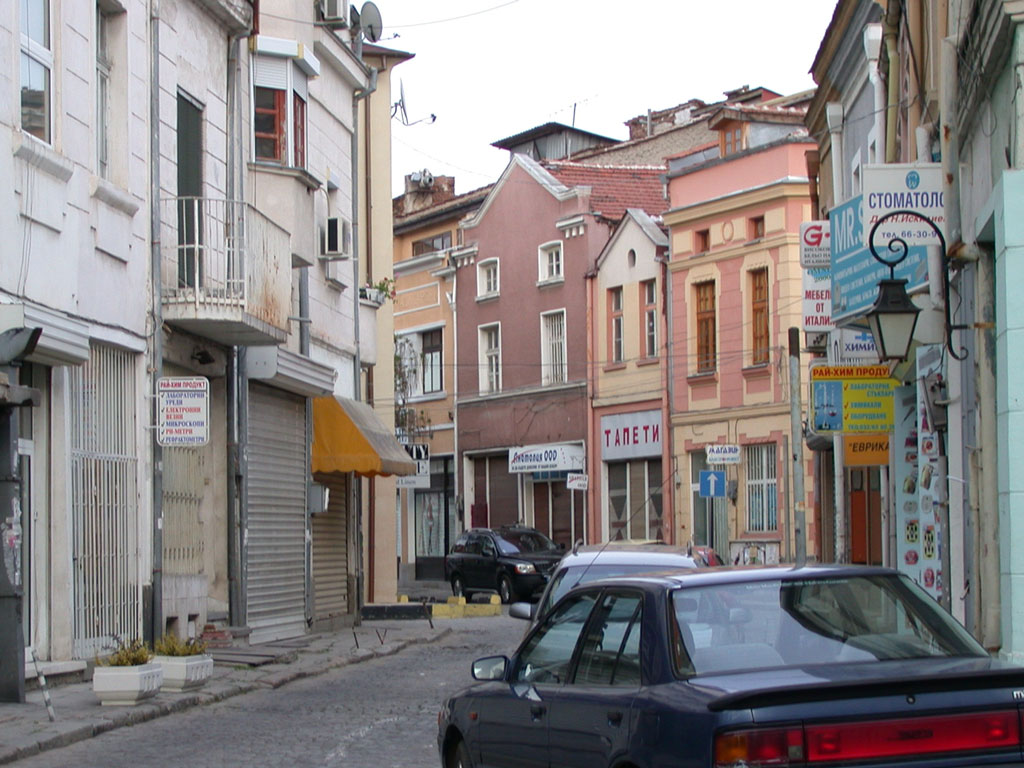
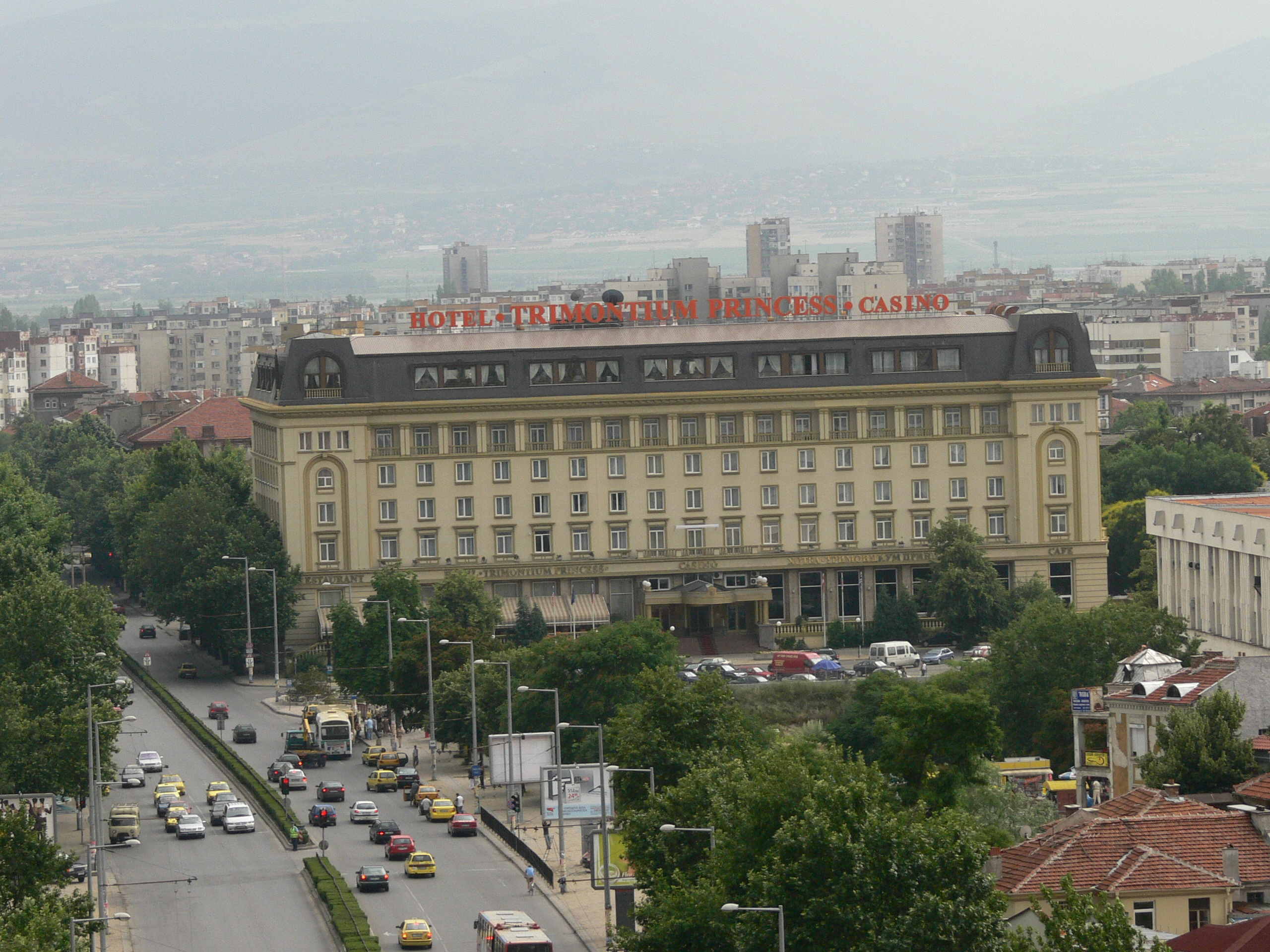
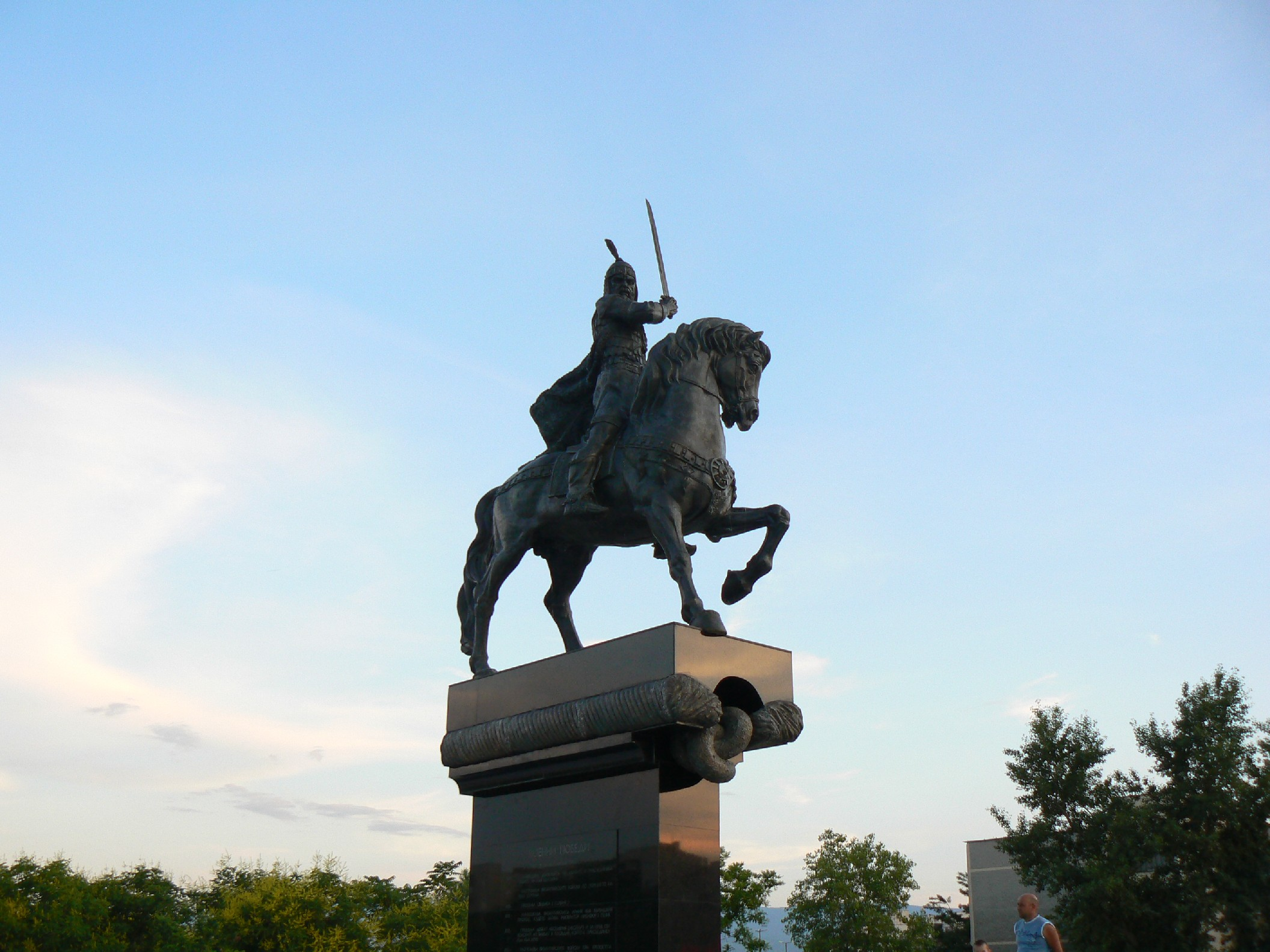
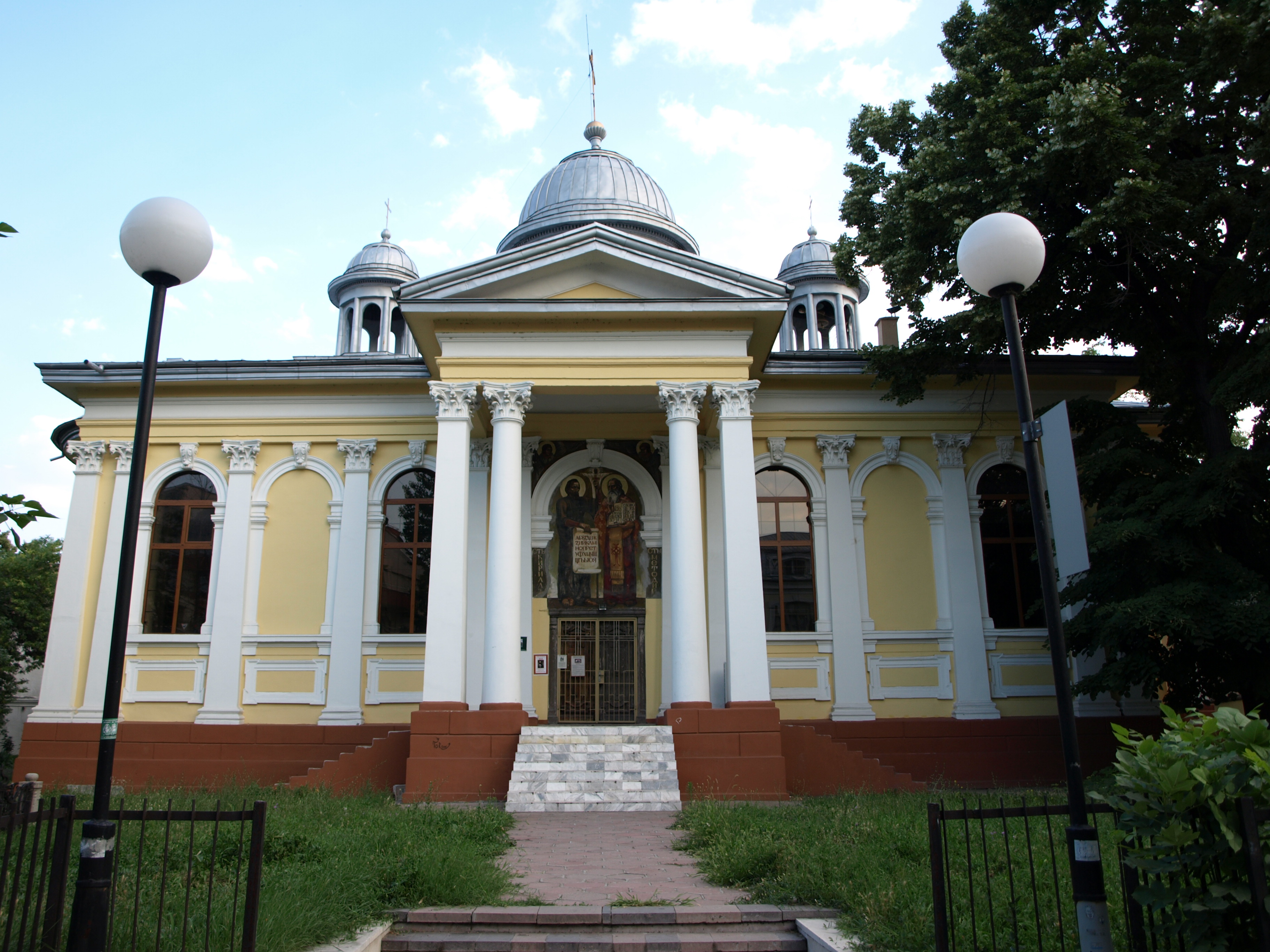
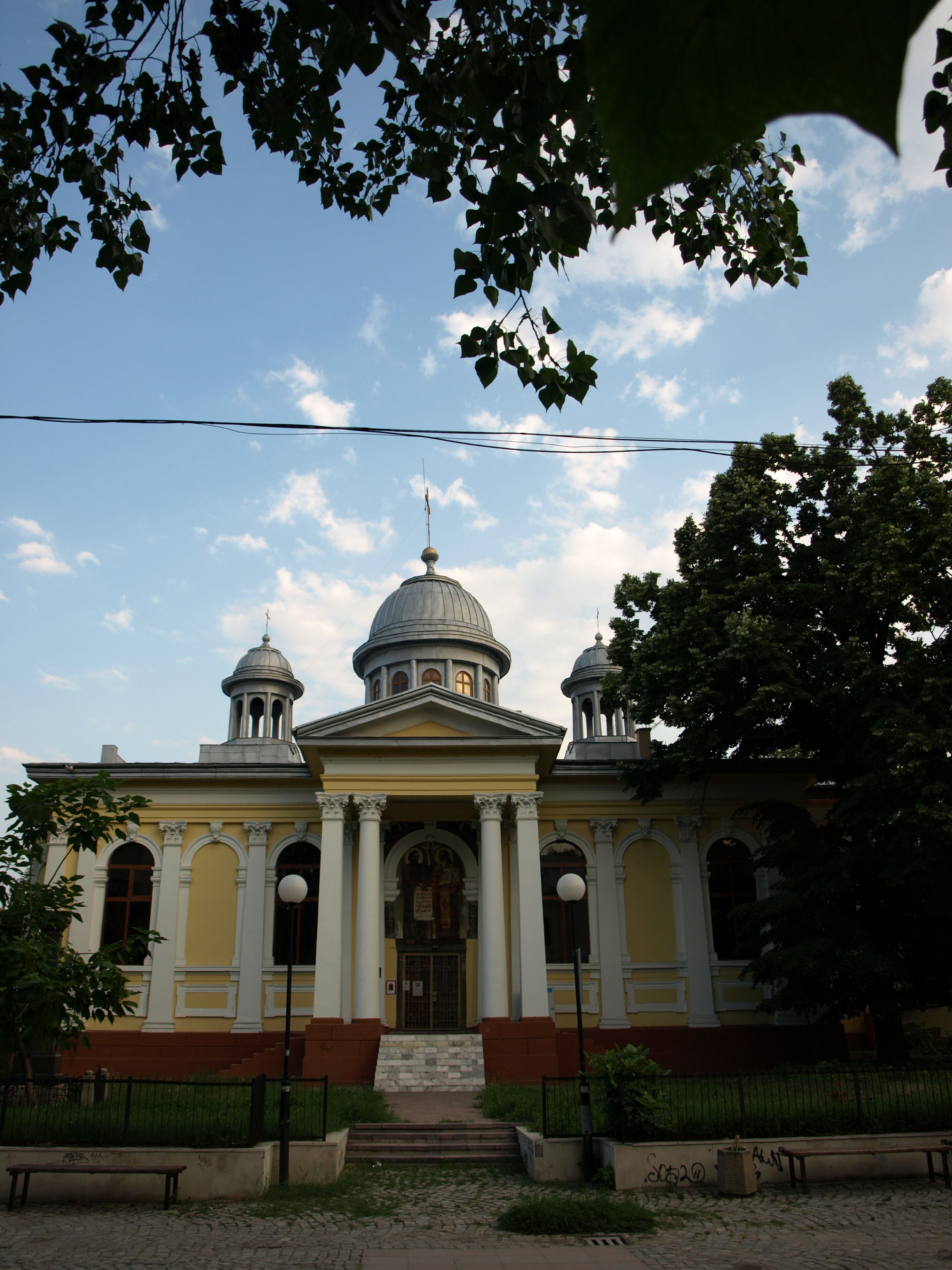
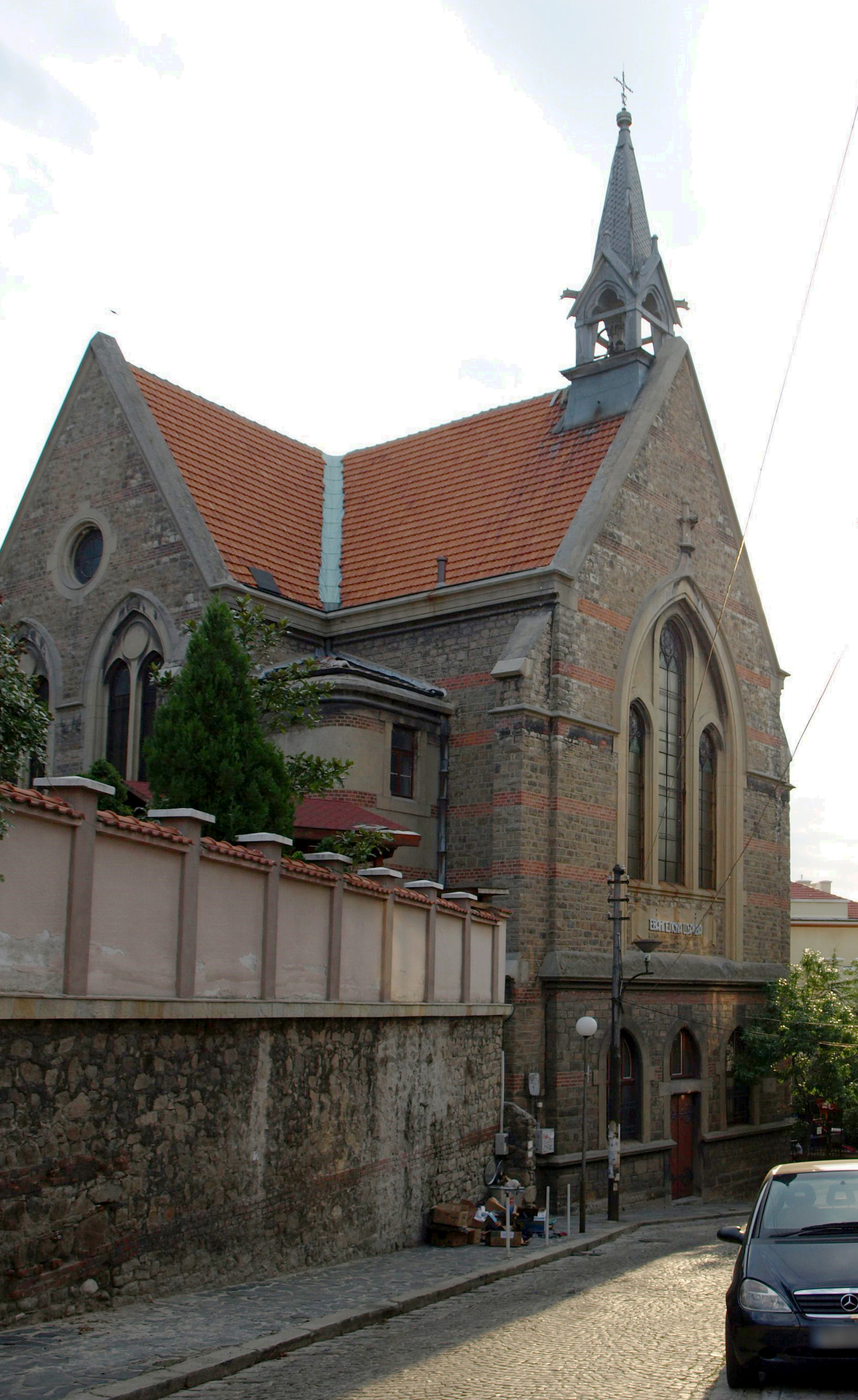
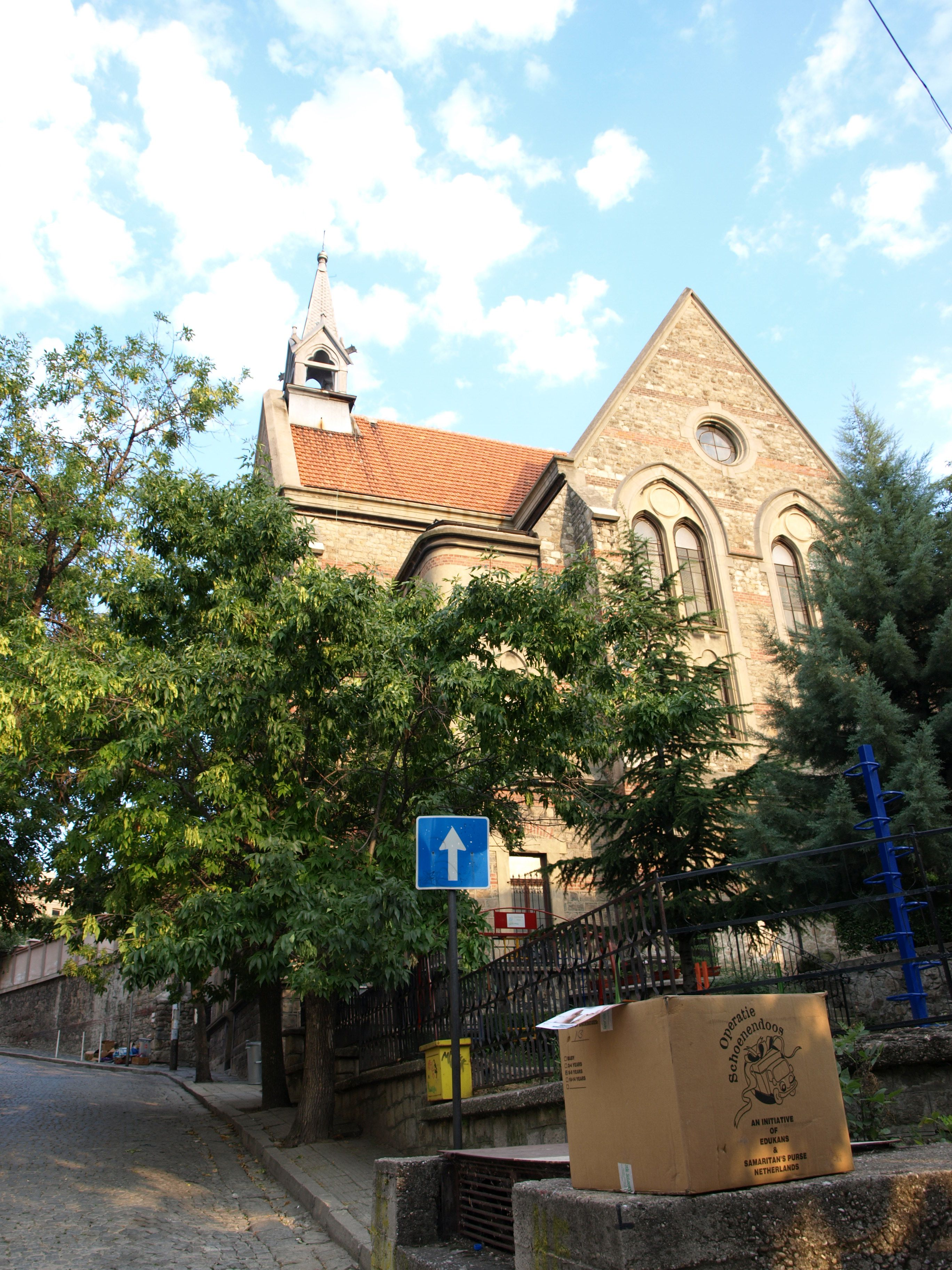
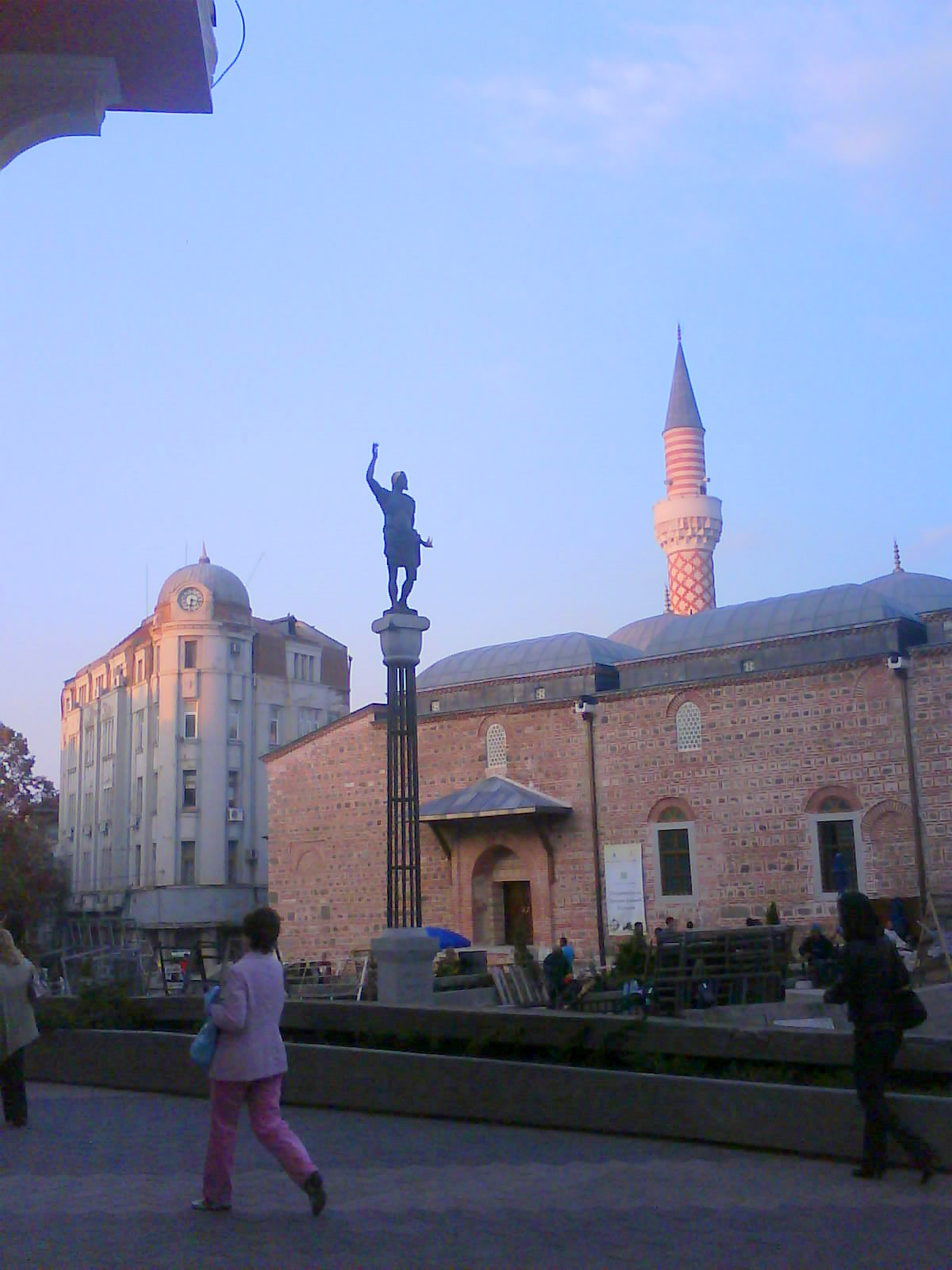
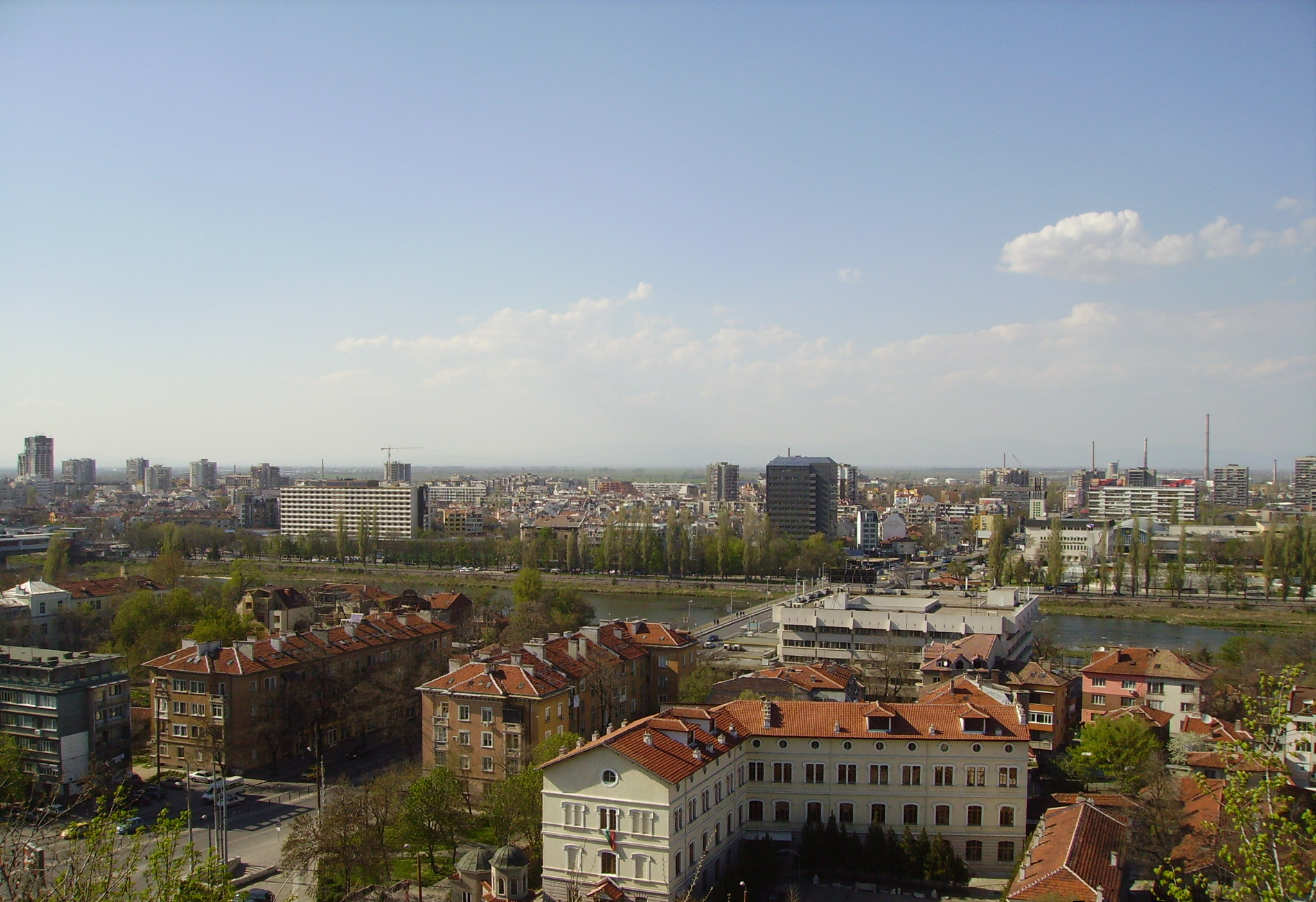
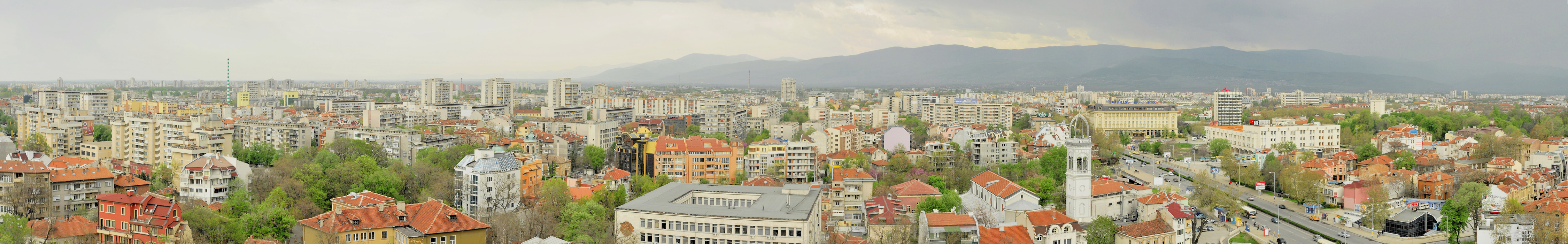
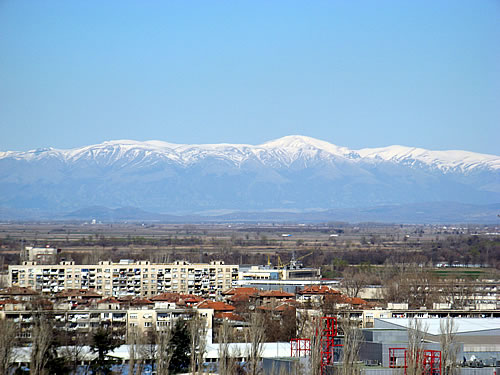
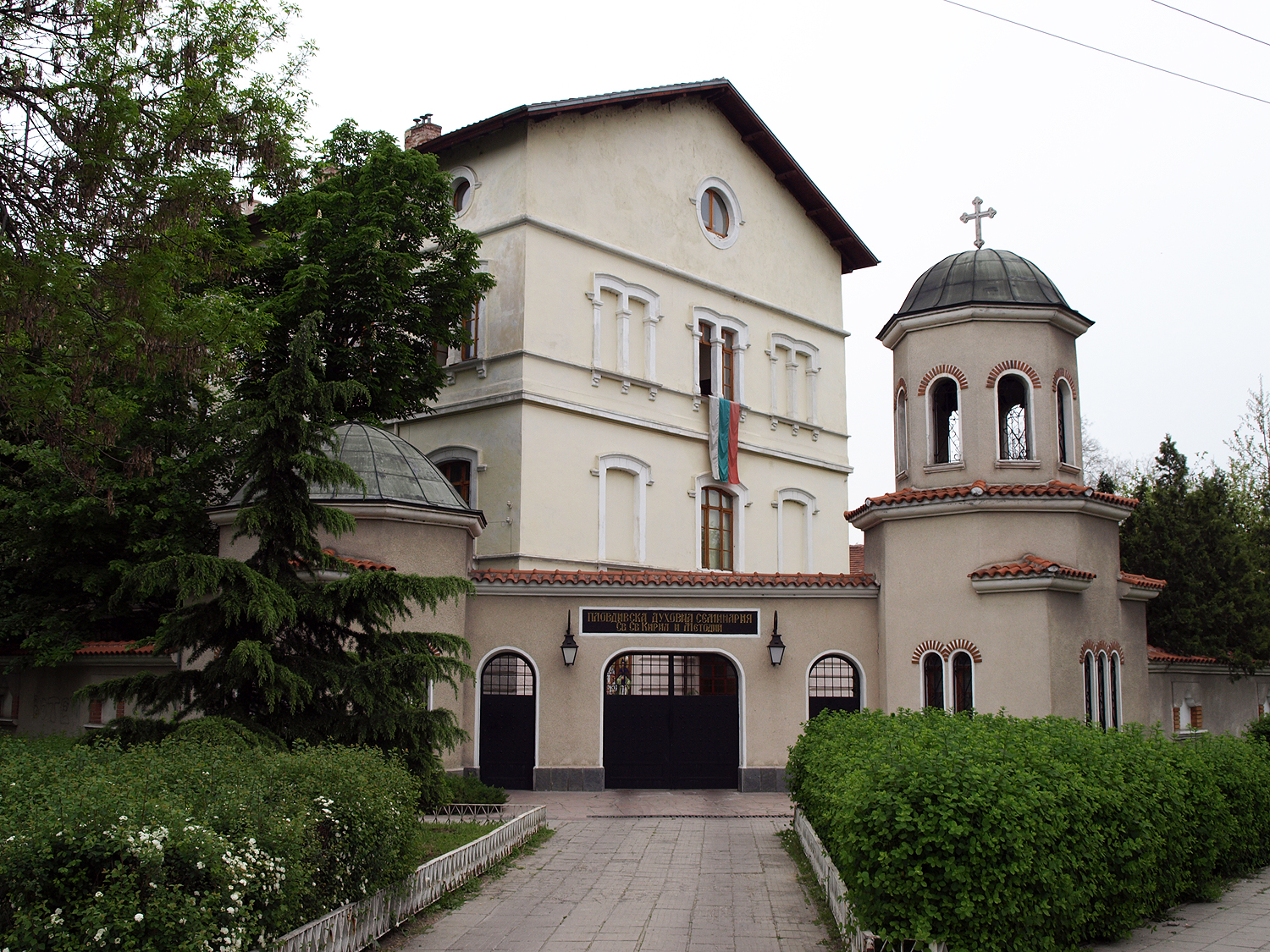
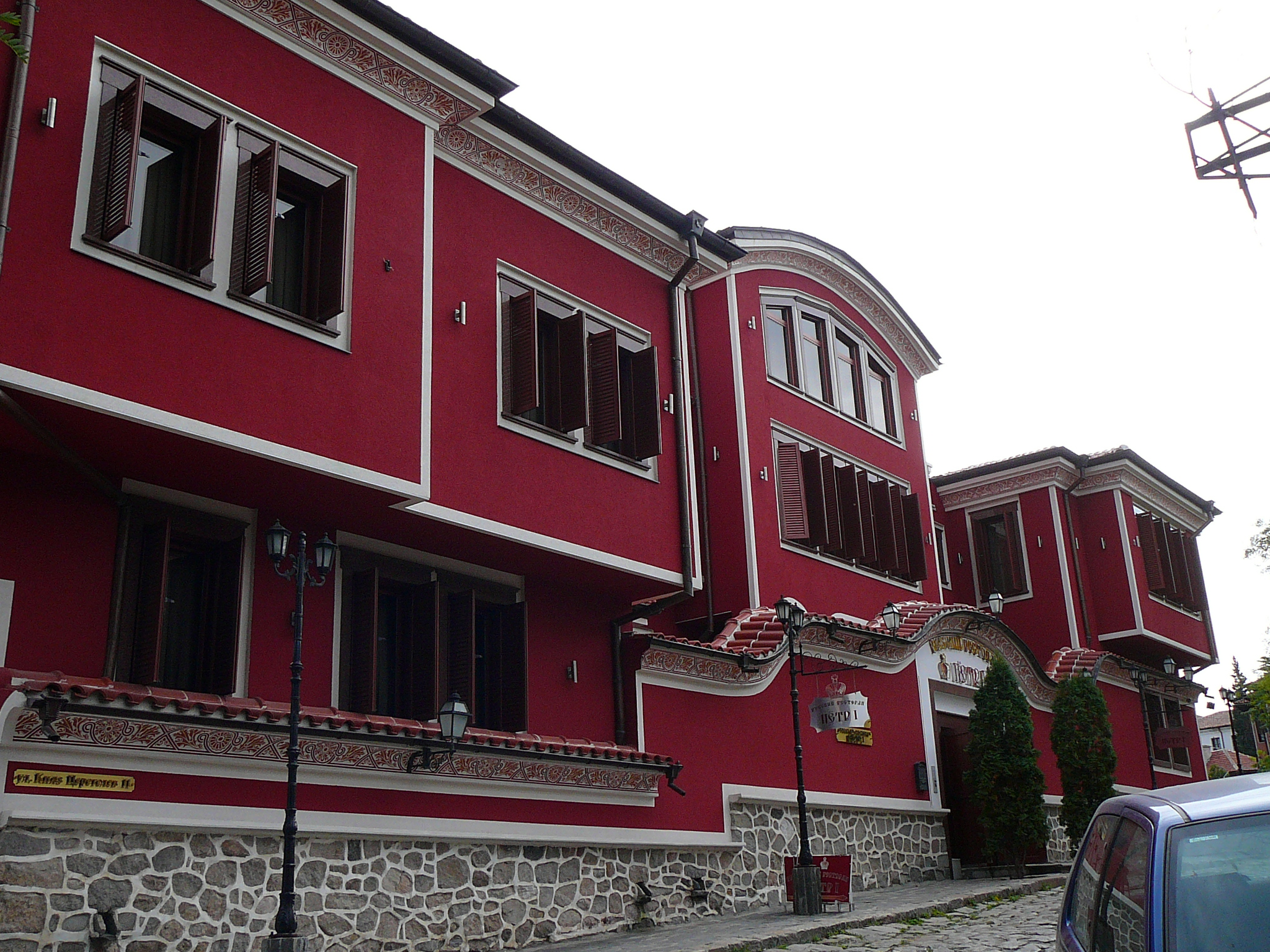
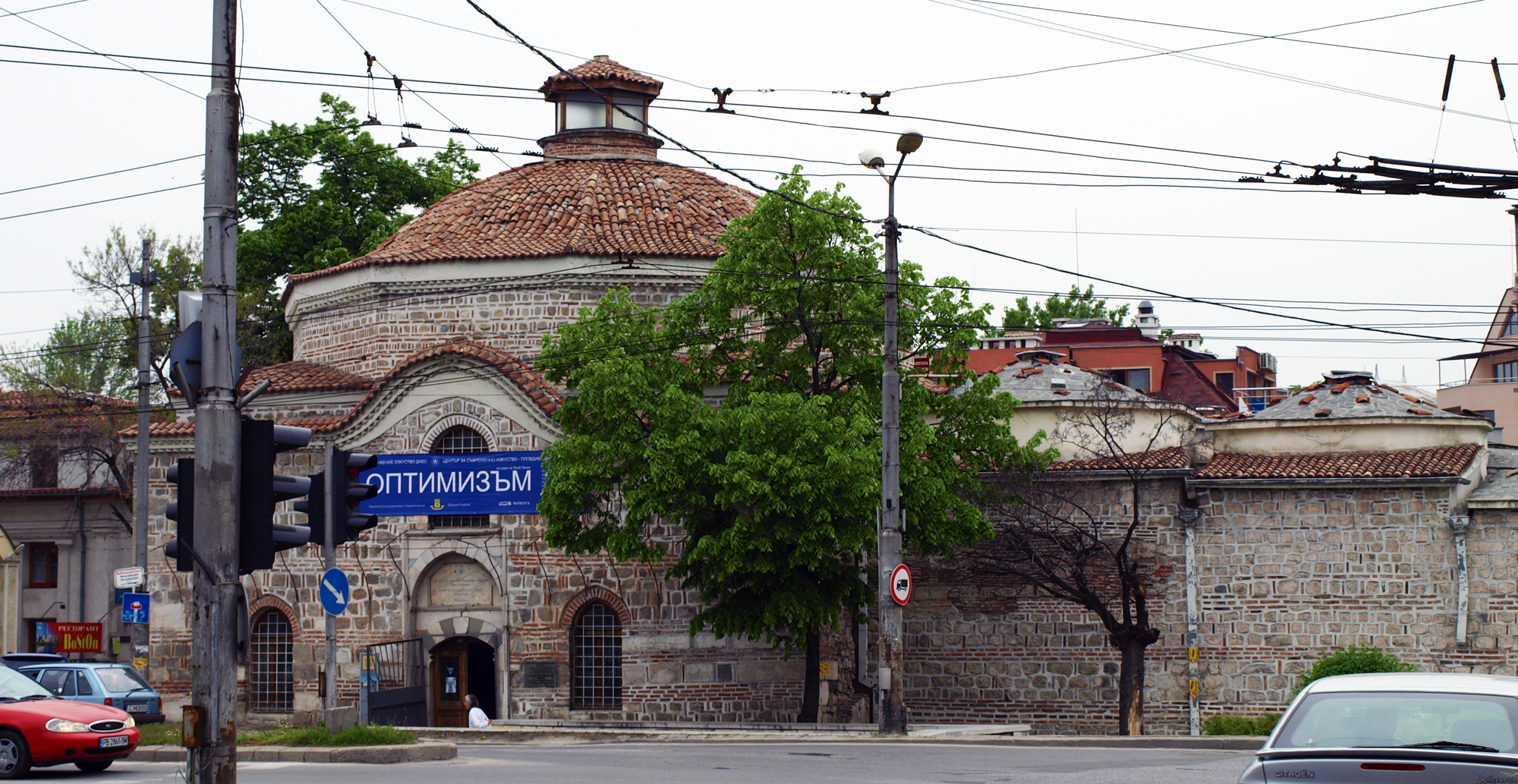
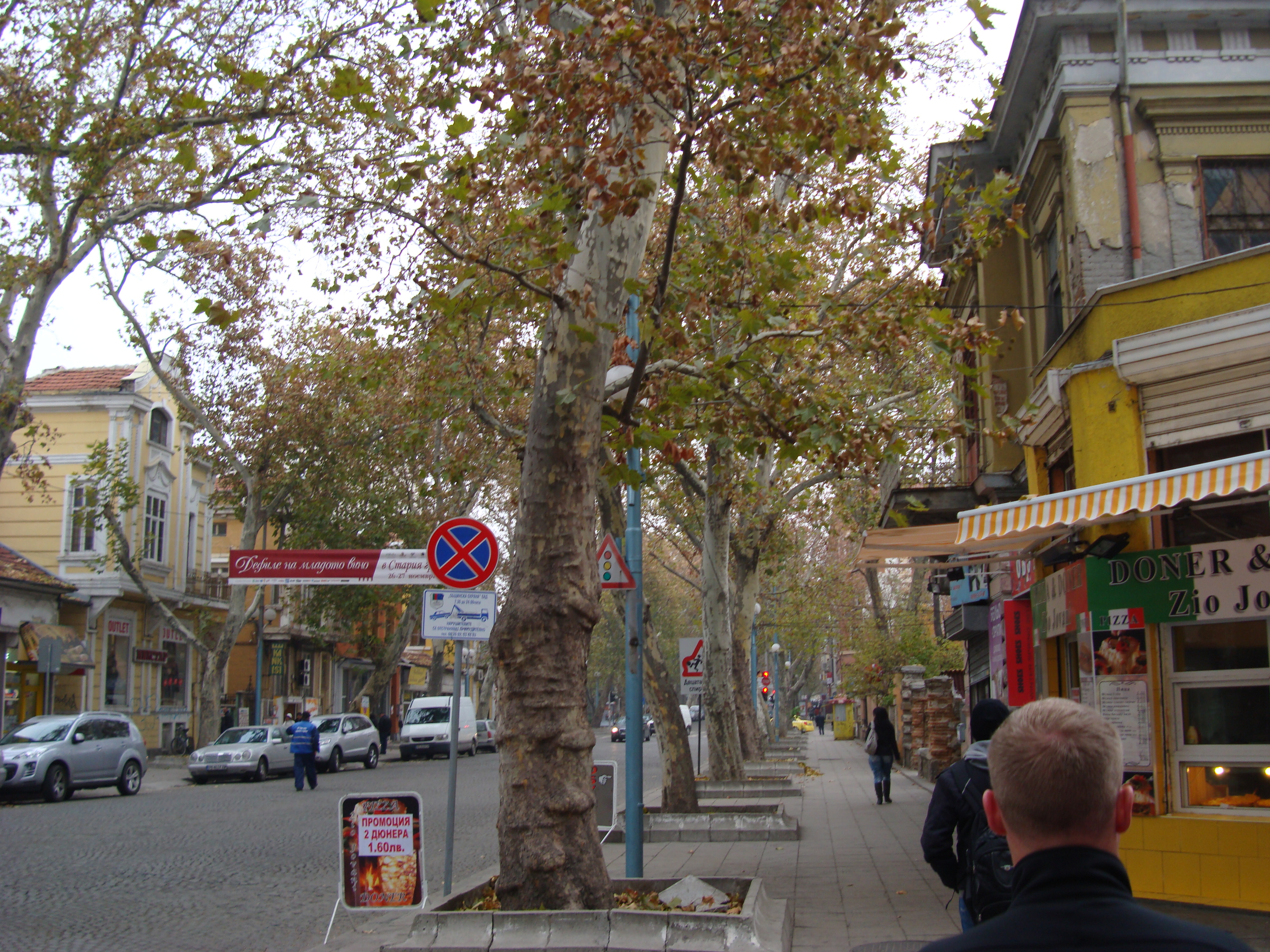